# Vertugado

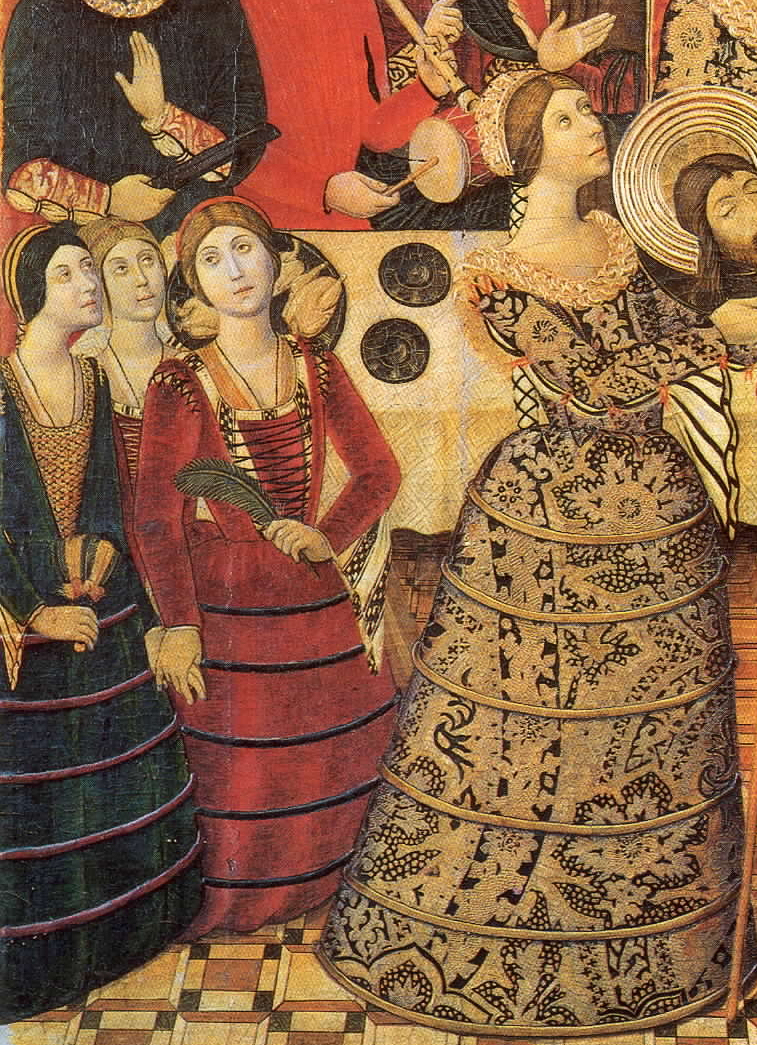
Provavelmente uma das primeiras representações do vertugado espanhol. Pedro García de Benabarre, Salomé do Retábulo de São João, Catalunha, 1470–1480.

Um vertugado (espanhol; verdugado, francês; vertugadin, inglês; farthingale) é um tipo de armação de saia, que foi bastante usado nas roupas femininas da Europa Ocidental nos séculos XVI e XVII. Originou-se na Espanha no século XV. Os vertugados serviram importantes funções sociais e culturais para as mulheres na Europa renascentista, pois eram usados, principalmente pelas mulheres da corte, para mostrar sua alta posição social e riqueza. Essa vestimenta deu origem a outros tipos de saiote que vieram surgir posteriormente, como guardainfantes, crinolinas e anquinhas. Os primeiros registros de vertugados datam por volta de 1468.

## Origem
O vertugado espanhol era uma espécie de saia com aros originalmente enrijecida com esparto; vertugados feitos em climas temperados eram reforçados com vime, corda ou osso de baleia. E geralmente eram usados debaixo dos vestidos.
O nome vertugado vem do espanhol vertugo (que significa algo como "madeira verde"). Passou a ser chamado de farthingale nos países anglófonos pela semelhança de pronúncia.
As primeiras fontes indicam que Joana de Portugal começou a usar vertugados na Espanha. Joana havia provocado muitas críticas por supostamente usar vestidos que exibiam muito decote, e seu comportamento desenfreado foi considerado escandaloso. Quando ela começou a usar vertugados, a corte acabou adotando a moda. Como Joana teve dois filhos ilegítimos com Pedro de Castilla y Fonseca, correram rumores de que ela usou o vertugado para encobrir a gravidez.